# Isostyla erycinoides
Isostyla erycinoides är en fjärilsart som beskrevs av Felder 1874. Isostyla erycinoides ingår i släktet Isostyla och familjen tandspinnare. Inga underarter finns listade i Catalogue of Life.